# Góc của ba Hoàng đế

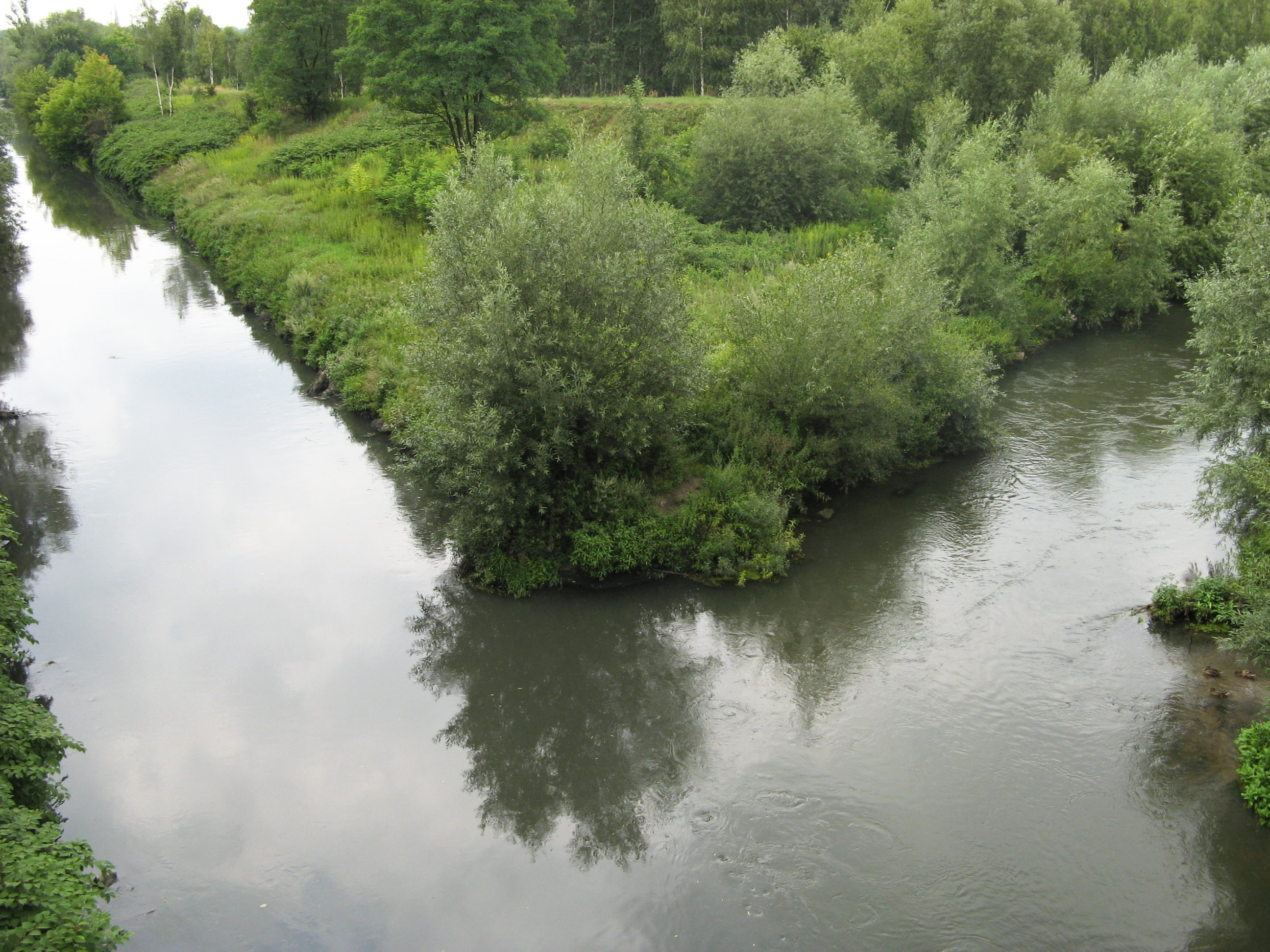
Góc của ba Hoàng đế hôm nay: Trước năm 1918, bên trái của cảnh này là người Đức, người Nga trung và bên phải người Áo-Hung

Three Emperors' Corner (Góc của ba Hoàng đế) (tiếng Ba Lan: Trójkąt Trzech Cesarzy, tiếng Đức: Dreikaisereck, tiếng Nga: Угол трёх императоров) là một khu vực góc ba điểm trước đây tại ngã ba sông Przemsza Đen và Trắng, gần các thị trấn Mysłowice, Sosnowiec và Jaworzno trong Silesian Voivodeship của Ba Lan ngày nay. Trong các phần của Ba Lan, từ năm 1871 đến 1918, nó đã đánh dấu nơi biên giới của ba đế chế đã chia cắt Ba Lan - Đế quốc Nga, Áo-Hung và Đế quốc Đức - giao nhau tại đây.

## Lịch sử
Nó đã phát triển sau hậu quả của Phân vùng Ba Lan do sự dịch chuyển biên giới và thay đổi chế độ trong thế kỷ 19, bao gồm cả việc sáp nhập Thành phố Tự do Kraków của Đế quốc Áo sau cuộc nổi dậy Kraków không thành công vào năm 1846. Bờ trái của Przemsza Trắng hiện thuộc về Lãnh địa lớn Cracow của Áo (một phần của chế độ quân chủ Áo-Hung từ năm 1867). Trong khi bờ phải của Thượng Silesian của Przemsza Đen đã bị Phổ sáp nhập vào năm 1742, vùng đất giữa hai nhánh là một phần của Quốc hội Ba Lan, một quốc gia thực tế của Đế quốc Nga theo Đạo luật cuối cùng của Quốc hội Vienna năm 1815. Tuy nhiên, vị trí này không trở thành Góc của ba Hoàng đế cho đến khi Vương quốc Phổ sáp nhập vào Đế chế Đức mới được thành lập vào năm 1871. Nó vẫn như vậy cho đến khi giải thể cả ba đế chế sau hậu quả của Thế chiến I và thành lập Đệ nhị Cộng hòa Ba Lan vào năm 1918. 

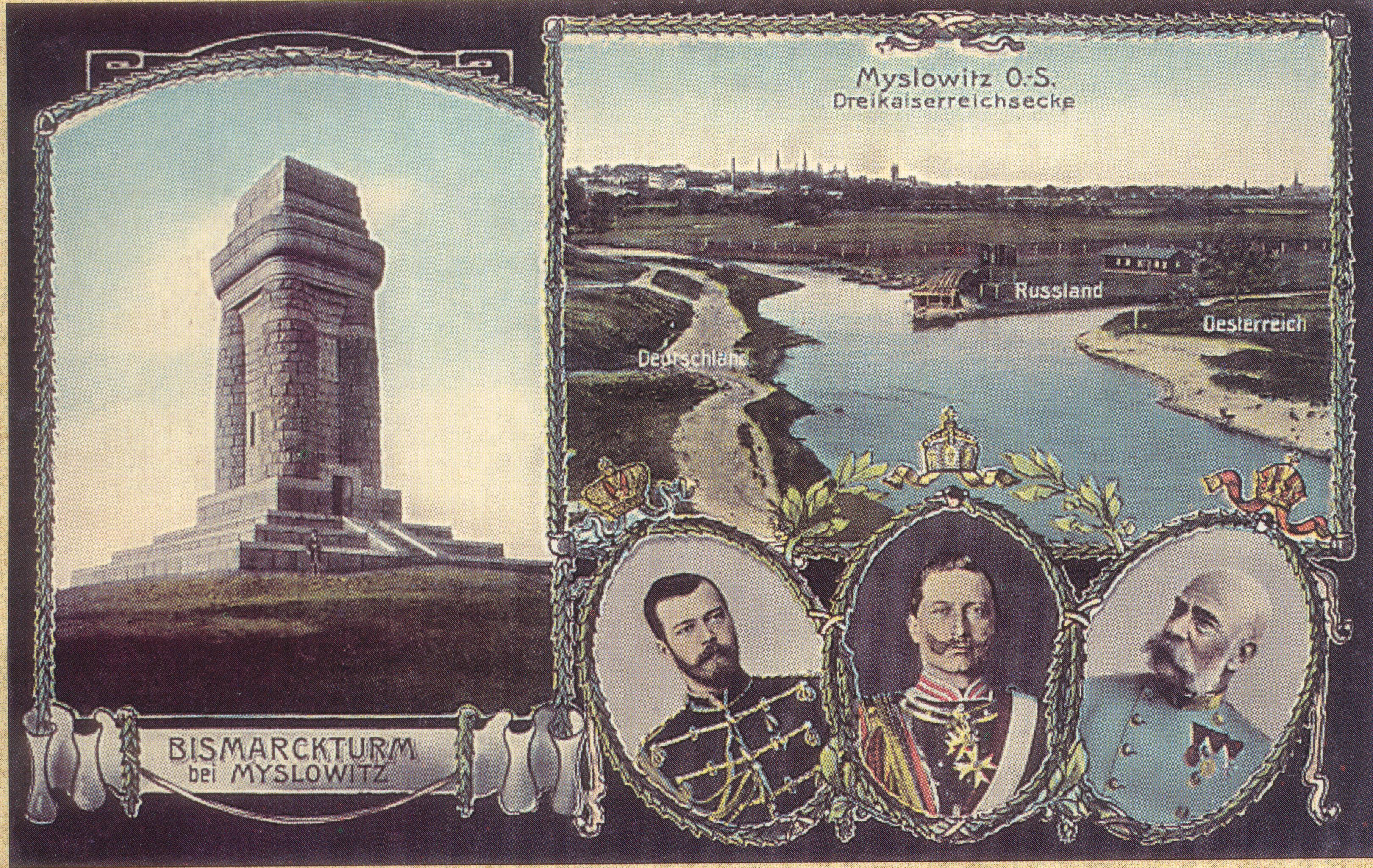
Bưu thiếp, k. 1907: Nicholas II của Nga, Wilhelm II của Đức, Franz Joseph I của Áo và tháp Bismarck ở Mysłowice

Một điểm ba nơi ít nổi tiếng hơn của ba cường quốc đó đã tồn tại gần làng Niemirów sau khi phân chia vùng lần thứ ba vào năm 1795 của Ba Lan, chấm dứt Liên bang Ba Lan Litva. Tại đây, tỉnh Phổ của New East Prussia và Tây Galicia của Áo giáp với Nga. Việc thành lập Công quốc Warsaw trên lãnh thổ Phổ trước đây của Napoléon I vào năm 1807 đã xóa bỏ nó, và sự chuyển đổi của Công quốc thành Quốc hội Ba Lan và chế độ quản lý chung của Krakow năm 1815 đã dẫn đến một cuộc gặp gỡ ổn định hơn tại một địa điểm mới, kéo dài hơn một thế kỷ. Tuy nhiên, Vương quốc Ba Lan sẽ mất phần lớn quyền tự trị sau Cuộc nổi dậy tháng 11 năm 1830/31 và Cuộc nổi dậy tháng 1 năm 1863/64, sau đó sáp nhập vào Vùng đất Vistula của Nga (Privislinsky Krai). Cuối cùng, cho đến khi thành lập Đế chế Đức vào năm 1871, địa điểm này được gọi là Góc của ba quốc gia (tiếng Đức: Dreiländereck).
Từ năm 1871, nó có tên nổi tiếng nhất: Góc của ba Hoàng đế. Cho đến Thế chiến thứ nhất, góc ba điểm này là một điểm du lịch nổi tiếng, đặc biệt là từ Đế chế Đức. Hai chiếc thuyền trên sông đã đi vòng quanh khu vực lân cận và vào năm 1907, chính quyền Đức có tháp Bismarck cao 22 m (72 ft) được dựng trên bờ Przemsza theo thiết kế tiêu chuẩn của Gottterdämmerung của Wilhelm Kreis. Theo báo cáo trên các tờ báo đương đại, khoảng 3.000 đến 8.000 người đã đến thăm nơi này mỗi tuần.
Góc ba điểm đã bị bãi bỏ với việc thành lập các voivodeship của Ba Lan là Kraków và Kielce trên lãnh thổ Áo-Hung và Nga trước đây vào năm 1919. Lãnh thổ Đức cũng rơi vào Voivodeship Silesian Ba Lan trên Thượng Silesian plebiscite vào năm 1921. Tháp Bismarck tồn tại được hơn một thập kỷ và được đổi tên ngắn gọn thành Tháp Tự do, trước khi voiles Silesian Michał Grażyński bị phá hủy từ năm 1933 trở đi; những viên đá được sử dụng để xây dựng Nhà thờ Chúa Kitô Vua ở Katowice.
Hiện tại nơi đây nằm trong một khu vực công nghiệp, là một điểm thu hút khách du lịch nhỏ ở Ba Lan. Từ năm 2004, nó được đánh dấu bằng một tấm bia tưởng niệm, trong đó, một chút thông tin không chính xác, đã đề cập đến vị trí mà ba vùng lãnh thổ sáp nhập trong Phân vùng Ba Lan đã gặp nhau. Một tấm bảng mới đã được sửa đổi vào năm 2012.
Giữa năm 1774 và 1877, một góc ba điểm tương tự tồn tại của thành phố Novoselytsia trên sông Prut: giữa Áo (tại Bukovina), Nga (ở Bessarabia) và đế quốc Ottoman (tại Principalities United).